# Upstart
Upstart — система ініціалізації в операційних системах Linux, що підтримувалася до 2014 року. Система контролювала запуск завдань та служб (демонів) протягом завантаження системи, їхню зупинку, а також управління ними під час роботи системи. Upstart розглядався як заміна демона /sbin/init.
Спочатку Upstart був розроблений для дистрибутиву Ubuntu компанією Canonical, згодом використовувався в дистрибутивах Ubuntu і RedHat Enterprise Linux 6, а також у проектах Maemo, Chrome OS і webOS.  На відміну від стандартної init-системи SysV, Upstart базується на парадигмі обробки подій, працює в асинхронному режимі і використовує метод обліку залежностей для визначення послідовності запуску сервісів та оцінки можливості їхнього виконання в паралельному режимі.  Паралелізм запуску сервісів забезпечував істотне підвищення швидкості завантаження, але ціною цього була необхідність певної переробки init-скриптів. Підтримується режим сумісності, який дозволяє запускати звичайні sysvinit-скрипти, але ефективність завантаження і роботи при цьому втрачається.
Згодом деякі техніки Upstart були запозичені системою ініціалізації SysVinit та новішою системою systemd.

## Можливості
- Запуск і зупинка завдань і сервісів проводиться через генерацію події.  Наприклад, Upstart може запустити певні сервіси після підключення до системи додаткового пристрою і завершити після його відключення;
- Події генеруються під час запуску або зупинки завдань і сервісів, що дозволяє організувати прив'язку до них інших завдань і сервісів;
- Події можуть бути отримані від будь-якого іншого процесу в системі;
- Можна організовувати свої події
- Сервіси можуть бути автоматично перезапущений при їхньому непередбаченому завершенні;
- Спостереження і перезапуск демонів може проводитися роздільно від їхніх батьківських процесів;
- Зв'язок з керуючим init-процесом може здійснюватися за допомогою D-Bus;
- Плановані можливості: генерація подій в проміжки часу або через певні інтервали (вбудований аналог cron), а також при зміні файлів або тек (вбудований аналог incron).

## Виноски
1. ↑  https://launchpad.net/upstart/+milestone/1.13.2